# Лель (журнал)
 «Лель» — первый украинский эротический журнал. Позиционировал себя как иллюстрированный литературно-художественный и научно-популярный журнал о любви. Название происходит от имени древнеславянского бога любви Лель. Основателем и бессменным главным редактором журнала был поэт и журналист Сергей Чирков. Издавался с 25 июня 1992 по декабрь 2003 года.

## История
Первый номер был подписан в печать 15 мая 1992 Вышел он на 66 страницах при финансовой поддержке фирмы «Доверие». В исходных данных было обозначено: ежемесячный журнал для семейного чтения. С июля 1994 и до конца существования издателем «Леля» была фирма «Деркул». Изменился дизайн, логотип, журнал «открыл лицо» и стал именоваться «Украинский эротический иллюстрированный журнал». «Лель» боролся за утверждение украинского языка на родной земле, исповедуя принцип: речь только тогда по-настоящему станет государственным, когда на ней заговорят в постели.
1994 на творческой базе «Леля» был создан еще один журнал — «Лель-ревю», посвященный мировой эротической культуре.
5 июля 1995 решением Экспертной комиссии Центрального государственного архива-музея литературы и искусства Украины «Лель» было признано достоянием национальной культуры, а редакцию включено к источникам архивного комплектования страны. При рассмотрении в Верховной Раде языковой проблемы журнал был назван последним форпостом украинского языка.
После выхода Закона Украины «О защите общественной морали» Государственное предприятие «Пресса» без экспертных выводов в начале декабря 2003 изъяла из продажи только что напечатанный выпуск журнала. Издатель понес убытки и принял решение приостановить издание журнала «Лель».
За время существования вышло 75 выпусков журнала. В период работы над «Лелем» было упорядочено фольклорный сборник «Он меня любит и любит» (вышла в серии «Антология мирового анекдота» (1994), подготовлено к печати и сверстан уникальную шеститомный «История человеческой любви в анекдотах», который остался не выданым.

## Редакция
В первый состав редакции, кроме Сергея Чиркова, вошли ученый секретарь Института литературы Николай Сулима, стараниями которого в культурный и научный оборот вводились уникальные фольклорные материалы и неизвестные произведения отечественных авторов из закрытых фондов; молодая поэтесса Виктория Стах, которая обеспечивала приток современных произведений; и самобытный художник Волхв Слововежа. Связь с львовскими авторами обеспечивал молодой литератор Иван Лучук. Редакционный портфель помогала формировать известный культуролог Соломия Павлычко. Персональные рубрики в «Леле» имели Петр Федотюк и Андрей Мьясткивський.
Состав редакции несколько раз обновлялся. На шестом году существования из-за материальных затруднений он был сокращен, а затем и распущен. Последние четыре года над «Лелем» фактически работал только его главный редактор.

## Авторы и рубрики
«Лель» подавал срамные песни в записях Тараса Шевченко, Михаила Максимовича, Николая Гоголя, Павла Чубинского, Федора Вовка, Ивана Франко, печатал народные анекдоты, пословицы, поговорки, упоминания эротического содержания, собранные известными исследователями фольклора Борисом Гринченко, Владимира Гнатюка, Митрофаном Дикарев. Активно публиковались эротические народные сказки.
В рубрике «1001 стихотворение для Шахерезады» публиковалась любовная лирика как классиков — Степана Руданского, Павла Тычины, Максима Рыльского, Владимира Сосюры, Валерьяна Полищука, Василия Чумака, Михаила Семенко, Николая Винграновского — так и современных авторов: Ивана Драча, Ирины Жиленко, Дмитрия Павлычко, Нины Гнатюк, Олеся Дориченко, Василия Довжика, Виктории Стах, Антонины Цвид и многих других.
Украинская проза на страницах «Леля» представляли Евгений Гуцало, Оксана Забужко, Юрий Покальчук, Богдан Жолдак, Юрий Винничук, Юрий Андрухович, Михаил Молявко, и многие другие.
Журнал начал составление и на протяжении нескольких лет печатал уникальную «Энциклопедию эротики», которая наряду с биографиями писателей, художников и фотомастеров, представляла их произведения, знакомила с терминологией, которая охватывала чуть ли не весь спектр эротической и сексуальной культуры. 

Гостями «Леля» успели побывать актриса Ольга Сумская, певицы Ирина Билык, Наталья Могилевская, Камалия, Жанна Боднарук и другие звезды шоу-бизнеса.
Популяризации сексуальной культуры были посвящены рубрики «Храм Дивонии» и «Храм Гойтосир», публикации ведущих сексологов.

## Интервью, статьи, рецензии
- Бог «Лель» — покровитель влюбленных. — Газета «Демократическая Украина» № 84 (21300), 11.07.1992.
- Вместо «Плейбоя». — Газета «Молодая гвардия», 07.08.1992.
- «Лель» — журнал, который всем хватало. — Газета «Молодежь Украины», 24.09.1992.
- Журнал главного редактора. — Газета «Сельские вести», 26.09.1992.
- Ой, Лелю … — Газета «Друг читателя», № 44 (1693), 09.12.1992.
- Воспитание чувств. — Газета «Взгляд», № 20 (34) 1994.
- «Лель-ревю» — отличный журнал. Вот вторых тоже. — Газета «Киевские ведомости», 26.05.1994.
- «Лель» должен работать с полной нагрузкой. — Газета «Молодежь Украины», 10.11.1994.
- Мы за разнообразный секс в лоне семьи. — Газета «Независимость», 26.05.1995.
- Эротика — дело серьезное. — «Наша газета», № 62, 31.05.1995.
- Кончая спать, украинское кино! — Газета «Киевские ведомости», 24.05.1995.
- А вы читаете «Лель»? — Газета «Молодежь Украины», 14.11.1995.
- Из всех искусств важнейшим является искусство любви. — Газета «Молодежь Украины», 30.05.1996.
- С точки зрения любви. — Прямой эфир Украинского радио, 07.10.1996.
- «Лель» становится академиком. — Газета «Молодежь Украины», 24.10.1996.
- Накануне юбилея. — Газета «Молодежь Украины», 03.10.1997.
- Без «Леля» и семья — не семья? — Газета «Молодежь Украины», 27.11.1997.
- А я люблю любовь. — Газета «Литературная Украина», 21.12.2000.
- «Лель» празднует юбилей. — Газета «Порадниця», № 27 (281), 04.07.2002.
- Ветеран эротического фронта широко празднует десятилетие. — Газета «Киевские ведомости», 22.06.2002
- Отметим юбилей «Леля» демографическим взрывом! — Газета «Молодежь Украины», 02.07.2002.
- Живите и кохайтеся вместе с «Лелем». — Газета «Молодежь Украины», 14.11.2002.
- Чирков: «Плейбой» и «Пентхауз» в киосках появились уже после того, как исчез «Лель»